# Самсам ад-Даула
Самсам ад-Даула (*бл. 963 — 998) — емір Іраку у 983—987 роках та емір Фарсу і Кермана у 988/989—998 роках. Ім'я перекладається як «Меч держави». Повне ім'я — Самсам ад-Даула Абу Каліжар Марзубан бен Адуд ад-Даула Фанна Хосров.

## Життєпис
Походив з династії Буїдів. Другий син шахіншаха Адуда ад-Даули та Сайїди (доньки Саягіла, еміра Ґіляна, родича династії Зіяридів). Народився приблизно 963 року. При народженні отримав ім'я Марзубан. Здобув освіту військовика. Замолоду виконував державні доручення батька. Тривалий час перебував на посадах валі (намісника) Оману, потім Хузістану. Розглядався Адад ад-Даулою як його спадкоємець.
У 983 році після смерті батька Марзубан оголосив себе старший еміром під ім'ям Самсам ад-Даула, при цьому захопив Багдад та увесь Ірак. Тут отримав від халіфа ат-Таї підтвердження свого статусу. Втім з цим не погодився старший брат Шараф ад-Даула, що захопив провінцію Фарс. За цим обставин повстали брати Самсама — Тадж ад-Даула та Дійя ад-Даула, що захопили Басру та Хузістан відповідно. На півночі став самостійний двоюрідний брат Факр ад-Даула. Тоді ж за допомогою родича по матері Зіяра ібн Шахаравая вдалося придушити заколот вояків у Багдаді, що мали намір перейти на бік Шараф ад-Даули. Можливо, тоді ж прийняв титул шахіншаха.
Повноцінна війна розпочалася у 984 році, але спочатку жодна зі сторін не мала змоги пересилити іншу. Самсам ад-Даула боровся проти усіх своїх братів. У 985 році переміг Саффар ібн Куддавія, військовика Шафара ад-Даули. У 986 році військам Самсама вдалося захопити Басру та Хузістан, вигнавши братів Таджа ад-Даулу та Дійю ад-Даулу. Водночас було придушено повстання іншого брата Бахі ад-Даули. Проте доволі швидко вимушений був укласти угоду з Шарафаом ад-Даулою, що з потужною силою рушив на південб Іраку. За нею було звільнено Баху та передано Хузістану і Басру Шарафу. Втім невдовзі війська останнього втрутилися у заворушення, що почалися в Іраку. У битві при Васіті в травні 986 року Самсам зазнав поразки, потім остаточно його було переможено поблизу Багдада. Водночас в самому місті сталося повстання проти нього. Зрештою 987 року Самсам ад-Даула потрапив у полон до Шарафа ад-Даули. Полоненого було відправлено до Ширазу.
У 988 або 989 році після смерті Шарафа ад-Даули втік з в'язниці й розпочав боротьбу з братом Бахою ад-Даулою. Втім в цей час виникла загроза з боку родича Факра ад-Даули. За цим обставин було укладено угоду, за якою Самсам ад-Даула отримав в управління Фарс та Керман. Спільними зусиллями вдалося відбити намір супротивника.
У 991 році проти володаря Фарса та Кермана виступив Баха ад-Даула, проте Самсам ад-Даула завдав йому поразки, віднявши провінції Хузістан, а потім Оман. Втім не відчуваючи себе досить впевнено Самсам визнав Факра ад-Даулу старшим еміром. За цим обставин у 992 році зумів зберегти усі свої володіння — Фарс, Керман, Хузістан та Оман.
У 997 році після смерті Факра ад-Даули проти Самсама ад-Даули знову виступив Баха ад-Даула. Втім Самсам не наважився чинити спротив. Водночас значна частина війська перейшла на бік брата. В результаті Самсам ад-Даула втік з Ширазу, але біля Ісфагана його було вбито одним з родичів. Невдовзі Баха ад-Даула об'єднав усі володіння Буїдів.